# Большехуторский сельсовет
Большехуторский сельсовет — муниципальное образование со статусом сельского поселения в Нижнеломовском районе Пензенской области Российской Федерации.
Административный центр — село Большие Хутора.

## История
Статус и границы сельского поселения установлены Законом Пензенской области от 2 ноября 2004 года № 690-ЗПО «О границах муниципальных образований Пензенской области».

## Население
| 2002  | 2010  | 2012  | 2013  | 2014  | 2015  | 2016  |
| ----- | ----- | ----- | ----- | ----- | ----- | ----- |
| 2067  | ↘1825 | ↘1792 | ↘1788 | ↘1764 | ↘1732 | ↘1725 |
| 2017  | 2018  | 2021  |       |       |       |       |
| ↗1760 | ↘1751 | ↘1603 |       |       |       |       |

## Состав сельского поселения
| № | Населённый пункт | Тип населённого пункта       | Население |
| - | ---------------- | ---------------------------- | --------- |
| 1 | Большие Хутора   | село, административный центр | ↘583      |
| 2 | Овчарное         | село                         | ↘396      |
| 3 | Пешая Слобода    | село                         | ↘846      |